# شون غرين (لاعب كرة قاعدة)
شون غرين (بالإنجليزية: Shawn Green)‏ هو لاعب كرة قاعدة أمريكي، ولد في 10 نوفمبر 1972 في ديس بلينس في الولايات المتحدة.

## وصلات خارجية
- شون غرين (لاعب كرة قاعدة) على موقع دوري كرة القاعدة الرئيسي (الإنجليزية)
- شون غرين (لاعب كرة قاعدة) على موقعبيزبول رفرنس.كوم (الدوري الرئيسي) (الإنجليزية)
- شون غرين (لاعب كرة قاعدة) على موقعبيزبول رفرنس.كوم (الدوري الثانوي) (الإنجليزية)
- شون غرين (لاعب كرة قاعدة) على موقع إي إس بي إن.كوم (أم.أل.بي) (الإنجليزية)
- شون غرين (لاعب كرة قاعدة) على موقع مشجعي الرسوم البيانية (الإنجليزية)
- شون غرين (لاعب كرة قاعدة) على موقع IMDb (الإنجليزية)
- شون غرين (لاعب كرة قاعدة) على موقع إن إن دي بي (الإنجليزية)
- شون غرين (لاعب كرة قاعدة) على موقع قاعدة بيانات الفيلم (الإنجليزية)